# Une maison, un écrivain
Une maison, un écrivain est une série documentaire consacrée aux lieux de vie des écrivains, présentée par Patrick Poivre d'Arvor et diffusée sur France 5 à partir du 26 juin 2011.

## Liste des documentaires
- Louis Aragon : Un moulin pour Elsa Triolet
- Louis-Ferdinand Céline : Le Reclus de Meudon
- Jean Cocteau : Le Refuge
- Colette : La Maison de l'enfance
- Paul Claudel : Le Voyageur enraciné
- Frédéric Dard : Le Domaine de l'eau vive
- Marguerite Duras : Les Lieux de l'imaginaire
- Jean Giono : A Manosque, une fenêtre sur le monde
- Pierre Loti : Le Voyageur immobile de Rochefort
- François Mauriac : Retours à Malagar
- Anaïs Nin : Un ange sexuel à Louveciennes
- Marcel Pagnol : Des collines à Paris
- Jacques Prévert : L'Univers de la cité Veron
- Marcel Proust : Illiers-Combray, de chambre en chambre
- Françoise Sagan : Manoir de Breuil
- Antoine de Saint-Exupéry : La Maison du Petit Prince
- Nathalie Sarraute : La datcha de Chérence
- Georges Simenon : L'Écrivain voyageur
- Boris Vian : A l'ombre du Moulin rouge
- Alain-Fournier : Le Grand Meaulnes, le roman d'une vie